# Chính sách thị thực của Các Tiểu vương quốc Ả Rập Thống nhất
Du khách đến Các Tiểu vương quốc Ả Rập Thống nhất phải xin thị thực trước khi khởi hành trừ khi họ đến từ một trong những quốc gia được miễn thị thực hoặc có thể xin thị thực tại cửa khẩu.
Công dân của quốc gia thành viên Hội đồng Hợp tác vùng Vịnh (GCC) được đi lại tự do trong Các Tiểu vương quốc Ả Rập Thống nhất, trừ công dân của Qatar mà không được phép nhập cảnh (kể từ năm 2017), trừ khi họ là thành viên trong gia đình của công dân Các Tiểu vương quốc Ả Rập Thống nhất.
Tất cả du khách đến Các Tiểu vương quốc Ả Rập Thống nhất đều phải sở hữu hộ chiếu có thị thực ít nhất 6 tháng. Các quốc gia GCC phải mang theo bằng lái xe.

## Bản đồ chính sách thị thực

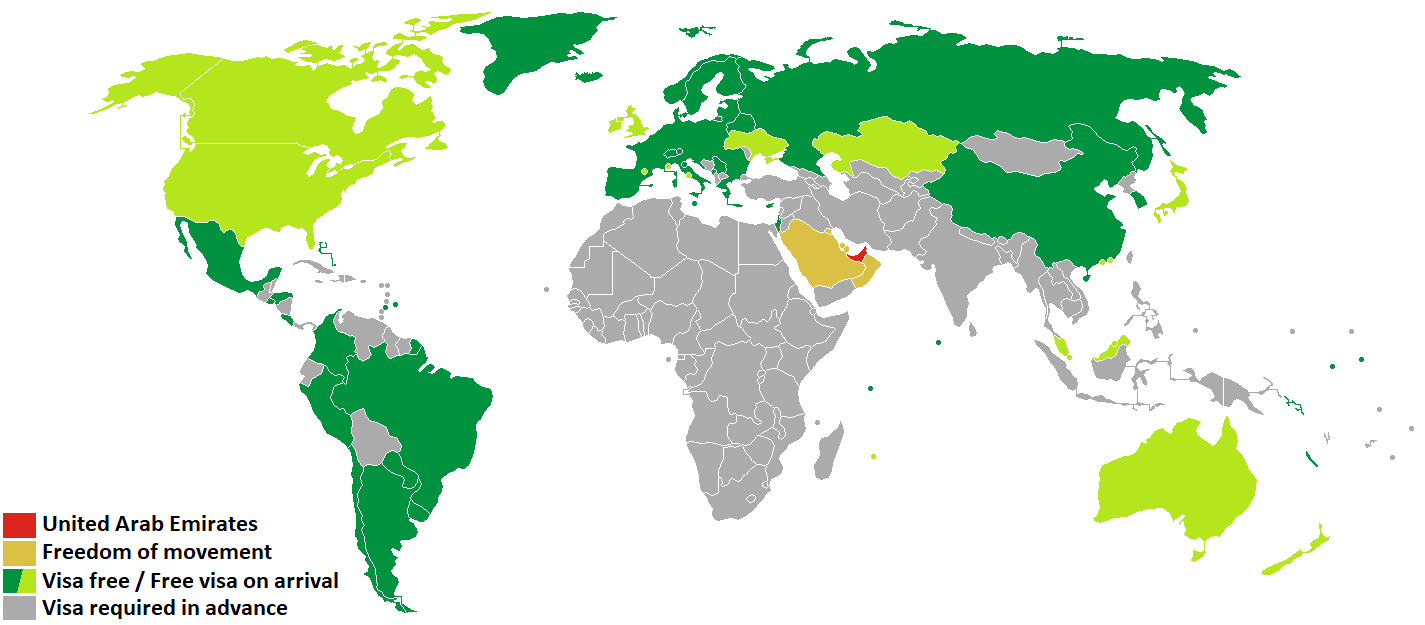
Chính sách thị thực Các Tiểu vương quốc Ả Rập Thống nhất
Các Tiểu vương quốc Ả Rập Thống nhất
Miễn thị thực
Thị thực tại cửa khẩu
Cần xin thị thực

## Miễn thị thực
Công dân của 40 quốc gia sau được nhập cảnh vào Các Tiểu vương quốc Ả Rập Thống nhất mà không cần thị thực:
| - Bahrain ID - Kuwait ID 1 - Oman 1 - Ả Rập Xê Út ID |

| - Tất cả công dân Liên minh Châu Âu (trừ Ireland và Vương quốc Anh) - Iceland - Liechtenstein - Na Uy - Thụy Sĩ |

| - Argentina - Chile - Seychelles 2 |

| - Trung Quốc 3 - Nhật Bản - Ukraina 4 |

ID — Có thể nhập cảnh bằng thẻ căn cước.

1 — Không áp dụng với hộ chiếu có đóng dấu "Article 17, paragraph 2".

2 — Chỉ đối với người sở hữu hộ chiếu phổ thông.

3 — Bao gồm người sở hữu hộ chiếu cho công vụ.

4 — Chỉ đối với người sở hữu hộ chiếu trắc sinh.

## Thị thực tại cửa khẩu
Người sở hữu hộ chiếu phổ thông được cấp bởi 17 quốc gia và vùng lãnh thổ sau được xin thị thực tại cửa khẩu miễn phí vào Các Tiểu vương quốc Ả Rập Thống nhất, có hiệu lực 30 ngày. Extension is possible for a fee.
| - Andorra - Úc - Bahamas (90 ngày) - Brunei - Canada - Hồng Kông - Ireland - Malaysia - Mauritius | - Monaco - New Zealand - Nga - San Marino - Singapore - Hàn Quốc (90 ngày) - Vương quốc Anh 1 - Hoa Kỳ - Thành Vatican |  |

1 – Chỉ áp dụng với hộ chiếu công dân Anh, công dân Lãnh thổ hải ngoại thuộc Anh và chủ thể Anh mà có chứng nhận được quyền cư trú.
Kể từ tháng 5 năm 2017, người sở hữu hộ chiếu phổ thông  Ấn Độ được xin thị thực tại cửa khẩu miễn phí 14 ngày nếu sở hữu thị thực có hiệu lực được cấp bởi Hoa Kỳ hoặc thẻ xanh. Từ tháng 9 năm 2017 trở đi, người sở hữu hộ chiếu Ấn Độ được miễn thị thực nếu họ có thị thực của UK Và EU.

## Hộ chiếu ngoại giao và công vụ

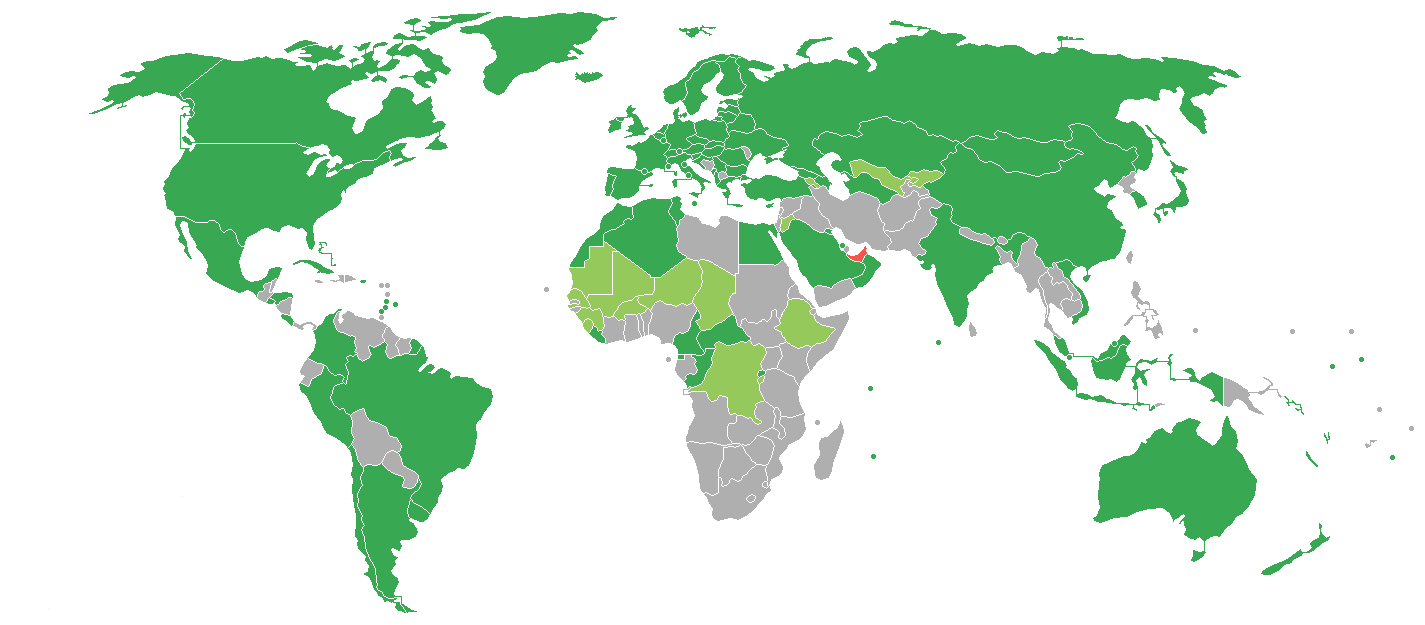
Các Tiểu vương quốc Ả Rập Thống nhất
Miễn thị thực với hộ chiếu ngoại giao và công vụ
Miễn thị thực với hộ chiếu ngoại giao
Thị thực tại cửa khẩu với hộ chiếu ngoại giao và công vụ
Thị thực tại cửa khẩu với hộ chiếu ngoại giao

Người sở hữu hộ chiếu ngoại giao và công vụ cua Albania, Colombia, Gruzia, Grenada, Ấn ĐỘ, Kazakhstan, Saint Lucia và Vanuatu và hộ chiếu ngoại giao của Belarus, Brasil, Burkina Faso, Chad, Costa Rica, Kyrgyzstan, Mali, Mauritius, Nga, Rwanda và Senegal không cần thị thực.
Người sở hữu hộ chiếu ngoại giao và công vụ của Algérie, Armenia, Azerbaijan, Chile, Ai Cập, Indonesia, Mexico, Montenegro, Maroc, Serbia, Tunisia, Thổ Nhĩ Kỳ và Việt Nam có thể xin thị thực miễn phí tại cửa khẩu. Người sở hữu hộ chiếu ngoại giao của Jordan cũng có thể xin thị thực tại cửa khẩu.

## Thị thực quá cảnh
Hành khách trên tất cả các chuyến bay quốc gia đều có thể vào Các Tiểu vương quốc Ả Rập Thống nhất lên đến 96 giờ sau khi xin thị thực quá cảnh tại sân bay. Khoảng thời gian giữa hai chuyến bay phải trên 8 tiếng và hành khách phải tiếp tục đến điểm đến tiếp theo. Hành khách phải có đặt khách sạn. Không áp dụng với công dân của Afghanistan, Iraq, Niger, Somalia và Yemen.

## Yêu cầu đối với xin thị thực
Đối với tất cả các công dân khác mà không được miễn thị thực hoặc xin thị thực tại cửa khẩu, luật thị thực Các Tiểu vương quốc Ả Rập Thống nhất thay đổi theo quốc tịch, giới tính và độ tuổi. 
Ví dụ, Đối với người Maroc, Algeria, Libya, Mauritania và Tunisia độ tuổi tối thiểu để xin thị thực là 40. Đối với các quốc tịch khác, yêu cầu tối thiểu là 21 với nam và 23 với nữa.

## Thị thực hãng hàng không
Du khách thường cần có người bảo lãnh nhưng thị thực cũng có thể được sắp xếp trực tuyến qua hãng hàng không nếu họ bay với Air Arabia, Air Astana, Emirates, Etihad (and Air Baltic và Air Serbia), flydubai, Turkish Airlines và IndiGo Airlines

## Từ chối nhập cảnh
Nhập cảnh vào Các Tiểu vương quốc Ả Rập Thống nhất bị từ chối với các quốc gia sau:
- Israel
- Qatar - Công dân Qatar mà có thành viên gia đình là công dân/ cư dân Các Tiểu vương quốc Ả Rập Thống nhất được phép nhập cảnh.[1]